# لوژانی (ناحیه پلزن-جنوبی)
لوژانی (به چکی: Lužany) یک منطقهٔ مسکونی در جمهوری چک است که در Plzeň-South District واقع شده‌است. لوژانی ۹٫۴۴ کیلومتر مربع مساحت و ۶۳۲ نفر جمعیت دارد و ۳۵۸ متر بالاتر از سطح دریا واقع شده‌است.